# Луохи
Луохи — река в России, протекает по территории Ледмозерского сельского поселения Муезерского района Республики Карелии. Длина реки — 11 км.
Река берёт начало из ламбины без названия на высоте выше 161 м над уровнем моря.
Течёт преимущественно в северном направлении по заболоченной местности.
Река в общей сложности имеет три притока суммарной длиной 12 км.
Втекает в реку Няугу, впадающую в реку Чирко-Кемь.
Населённые пункты на реке отсутствуют.
Код объекта в государственном водном реестре — 02020000912102000003938.